# Uwe Öchsle
Uwe Öchsle (* 11. Juni 1941; † 17. April 2007) war ein deutscher Fußballspieler und -trainer.

## Sportliche Laufbahn

### Gemeinschaftsstation
Uwe Öchsle kam 1961 zur BSG Stahl Brandenburg. Der Torhüter blieb der Betriebssportgemeinschaft in viel Funktionen mehrere Jahrzehnte treu. 1967/68 gewann er in der
drittklassigen Bezirksliga Potsdam mit dem Team den Titel, scheiterte aber am Aufstieg in die Liga.
Mit der BSG Stahl gelang Öchsle als Spieler im Spieljahr 1969/70, als er in 22 Bezirksligapartien das Tor gehütet hatte und die letzten seiner insgesamt sieben Aufstiegsmatches erfolgreich absolviert hatte, der Sprung aus der Drittklassigkeit ins Unterhaus des DDR-Fußballs. 1973 endete seine Spielerlaufbahn in Brandenburg.

### Statistik
- Liga: 40 Spiele
- FDGB-Pokal: 4 Spiele

## Weiterer Werdegang
1974 wurde er Assistenztrainer der 1. Mannschaft, später trainierte er die A-Junioren und die 2. Mannschaft des Vereins. Nach der politischen Wende in der DDR und der folgenden Wiedervereinigung konnte sich der Verein zunächst sogar für die 2. Bundesliga qualifizieren. In den folgenden Jahren verlor er aber immer weiter an Qualität, stieg mehrfach ab und stand vor dem Konkurs. Nun übernahm Öchsle das Traineramt von Lothar Hamann und führte den Verein von einem Abstiegsplatz ins Mittelfeld der Verbandsliga.